# Ilie Bolojan
Ilie-Gavril Bolojan (AFI: [iˈli.e boloˈʒan]; Vadu Crișului, 17 marzo 1969) è un politico rumeno, Primo ministro della Romania dal 23 giugno 2025, nonché senatore dal 23 dicembre 2024.
Dal 12 febbraio al 26 maggio 2025 egli ha anche ricoperto il ruolo di Presidente della Romania ad interim, in seguito alle dimissioni di Klaus Iohannis, mentre in precedenza ha altresì ricoperto la carica di Presidente del Senato dal 23 dicembre 2024 al 23 giugno 2025 e di leader ad interim del Partito Nazionale Liberale dal 25 novembre 2024, quando è succeduto a Nicolae Ciucă a seguito dello scarso risultato ottenuto dal PNL alle elezioni presidenziali di novembre 2024 (in cui il candidato del partito si è piazzato solo al quinto posto).

## Formazione e carriera professionale
Ilie Bolojan ha conseguito il diploma in matematica e fisica nel 1987, presso il liceo "Emanuil Gojdu" di Oradea. In seguito ha studiato meccanica all'Università politecnica "Traian Vuia" di Timișoara dal 1988 al 1993 e matematica all'Università dell'Ovest dal 1990 al 1993. Nel 2005 e nel 2006 ha frequentato corsi di formazione e specializzazione in pubblica amministrazione in Francia e presso l'Istituto nazionale di amministrazione di Bucarest.
Tra il 1993 e il 1994 è stato insegnante nella scuola secondaria di Tileagd. Sue successive posizioni sono state:
- amministratore della società commerciale Campus s.r.l. di Aleșd, dal 1994 al 2004;
- vicepresidente del Consiglio di amministrazione della Salubri S.A. Sanitation Company di Aleșd, dal 2000 al 2001;
- membro del Consiglio di amministrazione del liceo "Alexandru Roman" di Aleșd, dal 2001 al 2004;
- membro del Consiglio di amministrazione del presidio ospedaliero di Aleșd, dal 2003 al 2004.

## Carriera politica
Bolojan è diventato membro del Partito Nazionale Liberale nel 1993.
Tra il 1996 e il 2004 Ilie Bolojan è stato consigliere della città di Aleșd e dal 2004 consigliere del distretto di Bihor.
Nel periodo tra il 2005 e il 2007 è stato prefetto del distretto di Bihor e dal 2007 al 2008 ha ricoperto la carica di segretario generale del Governo.

### Sindaco di Oradea
Alle elezioni del 2008 Ilie Bolojan è stato eletto sindaco della città di Oradea con il 50,3% dei voti, diventando il primo sindaco della città eletto al primo turno dopo il 1989. Nel 2012 Bolojan è stato rieletto sindaco così come nel 2016, quando ha ottenuto poco meno del 71% dei voti. Il suo mandato si è concentrato su un programma di riforme amministrative ed economiche per modernizzare le infrastrutture.

### Presidente del Consiglio distrettuale di Bihor
Nel 2020 Bolojan è stato eletto presidente del Consiglio distrettuale di Bihor con il 61,5% dei voti. Durante il suo mandato ha promosso progetti di sviluppo infrastrutturale e di attrazione di investimenti per il distretto, per migliorare i servizi pubblici e creare un sistema amministrativo più efficiente e trasparente. Dopo la sua elezione a senatore, gli è succeduto Mircea Mălan, già vicepresidente.

### Senatore e Presidente del Senato
In seguito all’insediamento della X legislatura, nata in seguito alle elezioni parlamentari del 2024, egli assume in data 20 dicembre le sue funzioni di senatore, e pochi giorni dopo, in data 23 dicembre, viene eletto Presidente del Senato, assumendo lo stesso giorno le relative funzioni. Si dimette dalla carica il 23 giugno 2025, a seguito della sua nomina a Primo Ministro da parte del Presidente della Repubblica Nicusor Dan.

### Presidenza ad interim
Il 12 febbraio 2025, in seguito alle dimissioni di Klaus Iohannis, diviene automaticamente, ai sensi dell’Art. 98, § (1) della Costituzione della Romania, Presidente ad interim.
In seguito al giuramento del suo successore, Nicușor Dan, a seguito delle elezioni presidenziali dello stesso anno, cessa le sue funzioni il 26 maggio 2025.

### Primo ministro
Tornato alla guida del Senato dopo il trasferimento dei poteri al nuovo Presidente, in data 20 giugno 2025, in seguito ad un rinnovato accordo di governo con il PSD, l’USR e l’UDMR viene nominato Primo ministro, entrando in carica il successivo 23 giugno, dopo il giuramento.